# Колфилд, Джеймс, 3-й граф Чарлмонт
Джеймс Молиньё Колфилд, 3-й граф Чарлмонт (англ. James Molyneux Caulfeild, 3rd Earl of Charlemont; 6 октября 1820 — 12 января 1892) — англо-ирландский политик и пэр.

## Биография
Родился 6 октября 1820 года. Старший сын достопочтенного Генри Колфилда (1779—1862), младшего сына Джеймса Колфилда, 1-го графа Чарлмонта (1728—1799), и Элизабет Маргарет Браун (? — 1878). Джеймс Колфилд получил образование в Тринити-колледже Кембриджского университета.
Главный шериф графства Арма (1842), член Палаты общин Великобритании от партии вигов в графстве Арма (1847—1857), лорд-лейтенант графства Арма (1849—1864) и лорд-лейтенант графства Тирон (1864—1892).
26 декабря 1863 года после смерти своего дяди, Фрэнсиса Уильяма Колфилда, 2-го графа Чарлмонта (1775—1863), не оставившего после себя наследников мужского пола, Джеймс Молиньё Колфилд унаследовал титулы 3-го графа Чарлмонта (Пэрство Великобритании), 6-го виконта Чарлмонта в графстве Арма (Пэрство Ирландии), 10-го лорда Колфилда в графстве Арма (Пэрство Ирландии) и 2-го барона Чарлмонта из Чарлмонта в графстве Арма (Пэрство Соединённого королевства), став членом Палаты лордов Великобритании.
28 декабря 1865 года он был назначен кавалером Ордена Святого Патрика.
Он владел почти 27 000 акрами, в основном в графствах Арма и Тирон.

## Личная жизнь
Лорд Чарлмонт был дважды женат. 18 декабря 1856 года он женился первым браком на достопочтенной Элизабет Джейн Сомервилл (21 июня 1834 — 31 мая 1882), дочери Уильяма Мередита Сомервилля, 1-го барона Мередита, и леди Марии Гарриет Конингем.
10 мая 1883 года в британском консульстве в По, Франция, он женился вторым браком на Энн Люси Ламбарт (? — 7 марта 1925), дочери преподобного Чарльза Джеймса Ламбарта и Мэриан Смит. Оба брака были бездетными.
Граф Чарлмонт скончался 12 января 1892 года в возрасте 71 года в Биаррице, Франция, не оставив потомства. Он был похоронен 16 января 1892 года в соборе Армы, графство Арма, Ирландия. После его смерти титулы графа Чарлмонта (Пэрство Великобритании) и барона Чарлмонта (Пэрство Соединённого королевства) прервались, а титул виконта Чарлмонта (Пэрство Ирландии) унаследовал его троюродный брат, Джеймс Колфилд, 7-й виконт Чарлмонт (1830—1913).